# Geoffrey Household
Geoffrey Household född 30 november 1900 i Bristol i England, död 4 oktober 1988 i Banbury, var en engelsk författare.